# Juan Carlos Guazá
Juan Carlos Guazá (Caloto, Cauca, Colombia; 22 de agosto de 1980) es un exfutbolista Colombiano. Jugaba de Centrocampista y se retiró en el Unión Magdalena de Colombia.

## Clubes
| Club                 | País      | Año         |
| -------------------- | --------- | ----------- |
| Deportes Quindío     | Colombia  | 2002 - 2003 |
| Deportivo Cali       | Colombia  | 2003 - 2004 |
| Deportivo Pasto      | Colombia  | 2004 - 2005 |
| Real Cartagena       | Colombia  | 2005 - 2006 |
| Deportivo Cali       | Colombia  | 2006 - 2007 |
| Monagas S. C.        | Venezuela | 2007        |
| Girardot F. C.       | Colombia  | 2008        |
| Unión Magdalena      | Colombia  | 2008 - 2009 |
| Bogotá F. C.         | Colombia  | 2009 - 2011 |
| Atlético Bucaramanga | Colombia  | 2011 - 2012 |
| Depor F. C.          | Colombia  | 2012 - 2013 |
| Fortaleza            | Colombia  | 2014        |
| Atlético Huila       | Colombia  | 2014        |
| Deportivo Cali       | Colombia  | 2015        |
| Unión Magdalena      | Colombia  | 2016        |

## Palmarés

### Campeonatos nacionales
| Título               | Club           | País     | Año  |
| -------------------- | -------------- | -------- | ---- |
| Torneo Apertura 2015 | Deportivo Cali | Colombia | 2015 |